# Xã Mattoon, Quận Coles, Illinois
Xã Mattoon (tiếng Anh: Mattoon Township) là một xã thuộc quận Coles, tiểu bang Illinois, Hoa Kỳ. Năm 2010, dân số của xã này là 15.817 người.